# Eudonia
Eudonia là một chi bướm đêm thuộc họ Crambidae.

## Các loài
| - Eudonia abrupta W. Li, 2012 - Eudonia achlya J.F.G. Clarke, 1986 - Eudonia actias - Eudonia aeolias - Eudonia aequalis Kyrki & Svensson in Palm, 1986 - Eudonia albafascicula (Salmon & Bradley, 1956) - Eudonia albertalis (Dyar, 1929) - Eudonia albilinea Sasaki, 1998: - Eudonia alopecias (Meyrick, 1901) - Eudonia alpina (J. Curtis, 1850) (including E. lugubralis) - Eudonia alticola (Leraut, 1989) - Eudonia amphicypella - Eudonia angustea (J. Curtis, 1827) - Eudonia anthracias - Eudonia antimacha - Eudonia aphrodes - Eudonia apicifusca Sasaki, 1999 - Eudonia aplysia J.F.G. Clarke, 1986 - Eudonia ara J.F.G. Clarke, 1986 - Eudonia asaleuta (Meyrick, 1907) - Eudonia aspidota (Meyrick, 1884) - Eudonia asterisca (Meyrick, 1885) - Eudonia atmogramma (Meyrick, 1915) - Eudonia australialis (Guenée, 1854) - Eudonia axena (Meyrick, 1884) - Eudonia balanopis - Eudonia bidentata Maes, 2004 - Eudonia bisinualis - Eudonia bronzalis (Barnes & Benjamin, 1922) - Eudonia bucolica - Eudonia camerounensis Maes, 1996 - Eudonia cataxesta (Meyrick, 1884) - Eudonia cavata Li, Li & Nuss, 2012 - Eudonia chalara (Meyrick, 1901) - Eudonia characta (Meyrick, 1885) - Eudonia chlamydota (Meyrick, 1885) - Eudonia choristis (Meyrick, 1907) - Eudonia chrysomicta (Meyrick, 1929) - Eudonia chrysopetra (Meyrick, 1929) - Eudonia citrocosma (Meyrick, 1929) - Eudonia clavula J.F.G. Clarke, 1986 - Eudonia cleodoralis (Walker, 1859) - Eudonia clerica (Meyrick, 1929) - Eudonia clonodes - Eudonia colpota (Meyrick, 1888) - Eudonia commortalis (Dyar, 1921) - Eudonia crassiuscula (Dyar, 1929) - Eudonia crataea - Eudonia critica (Meyrick, 1885) - Eudonia cryerodes - Eudonia crypsinoa (Meyrick, 1885) - Eudonia cymatias (Meyrick, 1885) - Eudonia cyptastis (Meyrick, 1909) - Eudonia dactyliopa - Eudonia decorella (Stainton, 1859) - Eudonia deltophora Meyrick, 1884 - Eudonia delunella - Eudonia demodes - Eudonia dinodes (Meyrick, 1885) - Eudonia diphtheralis - Eudonia dochmia (Meyrick, 1905) - Eudonia duospinata Li, Li & Nuss, 2012 - Eudonia dupla J.F.G. Clarke, 1986 - Eudonia echo - Eudonia empeda - Eudonia entabeniensis Maes, 2004 - Eudonia epicremna (Meyrick, 1885) - Eudonia epicryma (Meyrick, 1885) - Eudonia epimystis - Eudonia erebochalca - Eudonia eremitis (Meyrick, 1885) - Eudonia excursalis (Dyar, 1929) - Eudonia exilis (Knaggs, 1867) - Eudonia expallidalis (Dyar, 1906) - Eudonia exterminata (Meyrick, 1929) - Eudonia extincta Dyar, 1921 - Eudonia feredayi (Knaggs, 1867) - Eudonia fogoalis Derra, 2008 - Eudonia formosa - Eudonia fotounii Maes, 1996 - Eudonia franciscalis Munroe, 1972 - Eudonia franclemonti Munroe, 1972 - Eudonia frigida - Eudonia furva Li, Li & Nuss, 2012 - Eudonia geminoflexuosa Nuss, Karsholt & Meyer, 1998 - Eudonia geraea - Eudonia gigantea Sasaki, 1998 - Eudonia gonodecta | - Eudonia gracilineata Nuss, 2000 - Eudonia gressitti (Munroe, 1964) - Eudonia griveaudi (Leraut, 1989) - Eudonia gyrotoma (Meyrick, 1909) - Eudonia halirrhoa - Eudonia hawaiiensis - Eudonia hemicycla (Meyrick, 1885) - Eudonia hemiplaca (Meyrick, 1889) - Eudonia heterosalis McDunnough, 1961 - Eudonia hexamera Li, Li & Nuss, 2012 - Eudonia homala (Meyrick, 1885) - Eudonia ianthes - Eudonia idiogama (Meyrick, 1935) - Eudonia inexoptata (Dyar, 1929) - Eudonia inouei Sasaki, 1998 - Eudonia interlinealis (Warren, 1905) - Eudonia ischnias - Eudonia isophaea - Eudonia ivelonensis (Leraut, 1989) - Eudonia jucunda - Eudonia lacustrata - Eudonia laetella (Zeller, 1846) - Eudonia legnota (Meyrick, 1885) - Eudonia leptalea (Meyrick, 1885) - Eudonia leucogramma (Meyrick, 1884) - Eudonia leucophthalma (Dyar, 1929) - Eudonia liebmanni (Petry, 1904) - Eudonia lijiangensis Li, Li & Nuss, 2012 - Eudonia lindbergalis Viette, 1958 - Eudonia linealis (Walker, [1866]) - Eudonia lineola (J. Curtis, 1827) - Eudonia locularis (Meyrick, 1912) - Eudonia loxocentra - Eudonia luminatrix (Meyrick, 1909) - Eudonia luteusalis (Hampson, 1907) - Eudonia lycopodiae - Eudonia madagascariensis (Leraut, 1989) - Eudonia magna Li, Li & Nuss, 2012 - Eudonia magnibursa Inoue, 1982 - Eudonia malawiensis Nuss, 2000 - Eudonia malgassicella (Marion, 1956) - Eudonia manganeutis (Meyrick, 1885) - Eudonia marioni (Leraut, 1989) - Eudonia marmarias - Eudonia mawsoni - Eudonia medinella (Snellen, 1890) - Eudonia melanaegis (Meyrick, 1885) - Eudonia melanocephala - Eudonia melanographa (Hampson, 1907) - Eudonia melichlora - Eudonia meliturga (Meyrick, 1905) - Eudonia mercurella - Eudonia meristis - Eudonia mesoleuca - Eudonia miantis - Eudonia microdontalis (Hampson, 1907) - Eudonia microphthalma (Meyrick, 1885) - Eudonia minima (Leraut, 1989) - Eudonia minualis - Eudonia minusculalis (Walker, [1866]) - Eudonia montana - Eudonia munroei J.F.G. Clarke, 1986 - Eudonia murana – Scotch Gray, Wall Grey - Eudonia nakajimai Sasaki, 2002 - Eudonia nectarioides - Eudonia notozeucta (Meyrick, 1938) - Eudonia nyctombra - Eudonia octophora - Eudonia oculata (Philpott, 1927) - Eudonia oenopis - Eudonia oertneri Nuss, 2007 - Eudonia officialis (Meyrick, 1929) - Eudonia okuensis Maes, 1996 - Eudonia ombrodes - Eudonia opostactis (Meyrick, 1929) - Eudonia oreas (Meyrick, 1885) - Eudonia organaea (Meyrick, 1901) - Eudonia orthioplecta (Meyrick, 1937) - Eudonia orthoria - Eudonia owadai Sasaki, 1998 - Eudonia oxythyma - Eudonia pachyerga (Meyrick, 1927) - Eudonia pachysema - Eudonia paghmanella Leraut, 1985 - Eudonia pallida - Eudonia paltomacha (Meyrick, 1884) - Eudonia parachlora - Eudonia paraequalis Nel, 2012 - Eudonia parviangusta Nuss, Karsholt & Meyer, 1998 | - Eudonia passalota - Eudonia pentaspila - Eudonia perierga (Meyrick, 1885) - Eudonia perinetensis (Leraut, 1989) - Eudonia periphanes (Meyrick, 1885) - Eudonia peronetis - Eudonia persimilis Sasaki, 1991 - Eudonia petrophila (Standfuss, 1848) - Eudonia phaeoleuca (Zeller, 1846) - Eudonia philerga - Eudonia philetaera (Meyrick, 1885) - Eudonia philorphna (Meyrick, 1929) - Eudonia piroformis (Amsel, 1949) - Eudonia platyscia - Eudonia pongalis (C. Felder, R. Felder & Rogenhofer in C. Felder, R. Felder & Rogenhofer, 1875) - Eudonia probolaea (including E. omichlopis) - Eudonia promiscua (Wileman & South, 1919) - Eudonia protorthra (Meyrick, 1885) - Eudonia psammitis (Meyrick, 1885) - Eudonia psednopa (Meyrick, 1929) - Eudonia puellaris Sasaki, 1991 - Eudonia pygmina Leraut, 1988 - Eudonia quaestoria (Meyrick, 1929) - Eudonia rakaiensis (Knaggs, 1867) - Eudonia rectilinea (Zeller, 1874) - Eudonia rectilineata Li, Li & Nuss, 2012 - Eudonia religiosa - Eudonia rhombias - Eudonia rotundalis Munroe, 1972 - Eudonia sabulosellus (Walker, 1863) - Eudonia schwarzalis (Dyar, 1906) - Eudonia scoriella (T.V. Wollaston, 1858) - Eudonia senecaensis Huemer & Leraut, 1993 - Eudonia shafferi Nuss, Karsholt & Meyer, 1998 - Eudonia siderina - Eudonia singulannulata Li, Li & Nuss, 2012 - Eudonia sogai (Leraut, 1989) - Eudonia spaldingalis (Barnes & McDunnough, 1912) - Eudonia spectacularis (Meyrick, 1929) - Eudonia speideli Leraut, 1982 - Eudonia spenceri Munroe, 1972 - Eudonia stenota (T.V. Wollaston, 1858) - Eudonia steropaea - Eudonia strigalis (Dyar, 1906) - Eudonia struthias - Eudonia subditella (Walker, 1866) - Eudonia submarginalis - Eudonia sudetica (Zeller, 1839) - Eudonia synapta (Meyrick, 1885) - Eudonia taiwanalpina Sasaki, 1998 - Eudonia tetranesa - Eudonia thalamias - Eudonia thomealis (Viette, 1957) - Eudonia threnodes (Meyrick, 1887) - Eudonia thyellopis - Eudonia thyridias (Meyrick, 1905) - Eudonia tibetalis (Caradja in Caradja & Meyrick, 1937) - Eudonia tivira (J.F.G. Clarke, 1971) - Eudonia torniplagalis (Dyar, 1904) - Eudonia torodes (Meyrick, 1901) - Eudonia triacma - Eudonia triclera (Meyrick, 1905) - Eudonia trivirgatus (C. Felder, R. Felder & Rogenhofer in C. Felder, R. Felder & Rogenhofer, 1875) - Eudonia truncicolella - Eudonia tyraula - Eudonia tyrophanta (Meyrick, 1932) - Eudonia umbrosa Sasaki, 1998 - Eudonia ustiramis (Meyrick, 1931) - Eudonia vallesialis (Duponchel, 1832) - Eudonia venosa - Eudonia viettei (Leraut, 1989) - Eudonia vinasalis (Dyar, 1929) - Eudonia vivida Munroe, 1972 - Eudonia wolongensis Li, Li & Nuss, 2012 - Eudonia xysmatias (Meyrick, 1907) - Eudonia yaoundeiensis Maes, 1996 - Eudonia ycarda (Dyar, 1929) - Eudonia zhongdianensis Li, Li & Nuss, 2012 - Eudonia zophochlaena (Meyrick, 1923) - Eudonia zophochlora |

## Hình ảnh

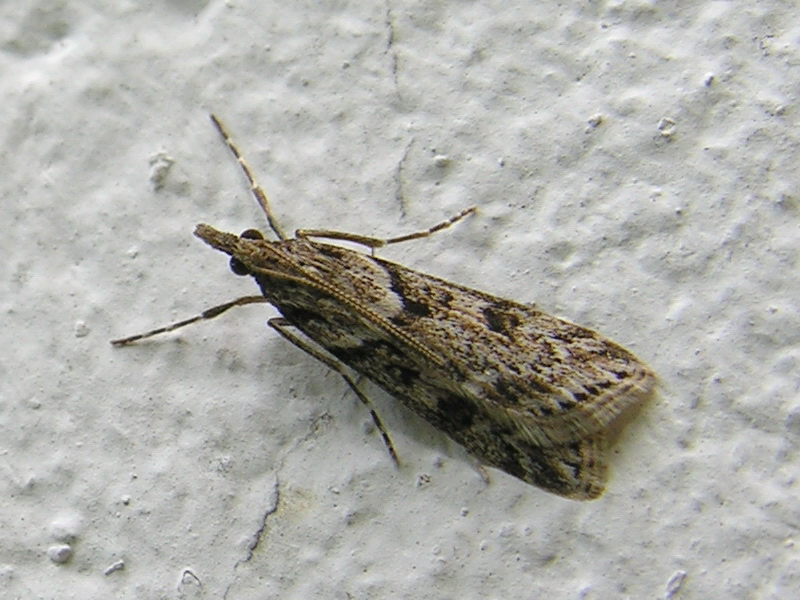
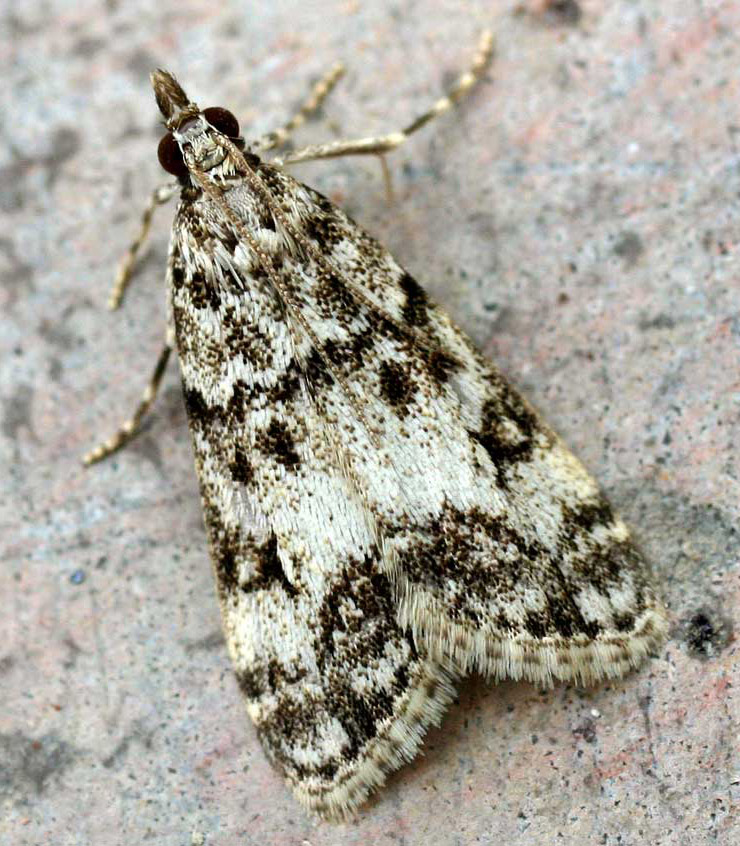